# Jacques-Sylvain Klein
 (novembre 2024).
Pour les articles homonymes, voir Klein.
Jacques-Sylvain Klein est né le 11 juin 1946 à Rouen. Économiste et juriste, il a fait sa carrière à l'Assemblée nationale de 1969 à 2009. Historien de l'art, il a participé à la création en 2010 du festival Normandie impressionniste. Il est commissaire d'expositions et consultant en ingénierie culturelle.

## Biographie

### Jeunesse et études
Jacques-Sylvain Klein, d'une famille d'origine juive, a fait ses études secondaires au lycée Corneille de Rouen. Il est diplômé de l'Institut d'études politiques de Paris (1966) et docteur en sciences de la gestion (Université Paris-IX Dauphine, 1972).

### Carrière
Il est reçu en 1969 au concours d'administrateur de l'Assemblée nationale. Il participe à la commission d'enquête sur l'énergie en France (1974), puis, au sein de la commission des lois (1975-1983), à l'élaboration des lois de décentralisation et de financement des collectivités locales. 
Nommé chef de division en 1983, il est chargé de mettre en place l'Office parlementaire d'évaluation des choix scientifiques et technologiques (OPECST). Il dirige le secrétariat des commissions spéciales, notamment celle sur l'enseignement privé (1983), puis le secrétariat de la commission de la production et des échanges (1984-88). Il crée les premiers colloques parlementaires, sur l'avenir de l'industrie (1986) et sur l'enjeu touristique (1987). 
En 1988, il entre au cabinet du président de l'Assemblée nationale, Laurent Fabius, comme conseiller chargé des questions économiques et budgétaires, ainsi que des réformes parlementaires. Il assure les mêmes fonctions au cabinet d'Henri Emmanuelli en 1992-93. 
Chef de la division des études économiques de 1993 à 1997, il revient au cabinet de Laurent Fabius en 1997, où il est à l'origine de la loi organique réformant le budget de l'État (LOLF). Nommé directeur en 2000, il dirige successivement les services de la communication (2000-2003), des études et de la documentation (2003-2006), de l'économie et de l'évaluation scientifique (2006-2009). À son départ de l'Assemblée, il est nommé directeur honoraire.

### Activités culturelles et pédagogiques
En 1992, il crée, avec le sociologue Michel Crozier, l'association Culture et décentralisation et dirige la rédaction de la revue Topique. 
Depuis 2007, il est délégué de l'association La Maison Sublime de Rouen, créée pour sauvegarder et valoriser le plus ancien monument juif de France, construit vers 1100 et découvert par hasard en 1976 sous la cour du Palais de justice. Il organise en 2011 le colloque « Les juifs de Normandie dans la société et la culture médiévales » et participe au film de Cécile Patingre, Que cette maison soit sublime , sélectionné la même année au Festival du film juif de Jérusalem. Depuis 2012, il participe au comité de pilotage mis en place par le Palais de Justice pour élaborer un projet de restauration et de mise en valeur de la Maison Sublime. La mise en œuvre de ce projet s'accompagne, en 2018, d'une exposition au musée des Antiquités de Rouen (« Savants et Croyants - les juifs d'Europe du Nord au Moyen Age") et d'un colloque international à Paris (au Mahj) et à Rouen (« Judaïsme médiéval entre Normandie et Angleterre »). Il publie en 2018, aux éditions Arnaud Franel, Le Royaume juif de Rouen ressuscité, qui raconte l'histoire des découvertes archéologiques faites à Rouen depuis les années 1970, ainsi que l'histoire des juifs de Rouen et de Normandie sur près de 2000 ans.
En 2010, il crée, à l'initiative de Laurent Fabius, le festival Normandie impressionniste, dont il est le premier commissaire général. (Jérôme Clément lui succède pour les  éditions 2013 et 2016 et Philippe Piguet pour l'édition 2020). Il est le conseiller scientifique du film de François Lévy-Kuentz Le Scandale impressionniste (RMN/Arte, 2010). 
Consultant en ingénierie culturelle, il participe à la création en 2015, par les régions Normandie et Île-de-France, de « Destination Impressionnisme », une des quinze destinations touristiques labellisées par le ministère des Affaires étrangères. Il est commissaire d'expositions : Impressionnisme et Art vidéo (Rouen, Conseil départemental de la Seine-Maritime, 2010), Philippe Ringlet (Rouen, Abbatiale Saint-Ouen et Musée des Beaux-Arts, 2015), L'Atelier en plein air, les impressionnistes en Normandie (Paris, Musée Jacquemart-André, 2016), Paul Durand-Ruel et le post-impressionnisme (Yerres, Propriété Caillebotte, 2020). Il participe à la création du spectacle Vision impressionniste du château d'Auvers-sur-Oise.
Spécialiste des finances locales, il a enseigné à l'École nationale d'administration et au Centre national de la fonction publique territoriale et conseillé diverses associations d'élus locaux, dont l'Association des maires de France et l'Association des maires des grandes villes.

### Responsabilités politiques, syndicales et associatives
En 1969, il est candidat aux élections municipales du Chesnay (Yvelines) sur une liste du PSU. De 1974 à 1978, il est membre du bureau fédéral du PSU des Yvelines et publie régulièrement des chroniques dans l'hebdomadaire Tribune Socialiste, sous le pseudonyme Michel Sylvain. En 1976, il crée le syndicat CFDT des personnels de l'Assemblée nationale, dont il est secrétaire jusqu'en 1984. Il entre au parti socialiste en 1981 et participe régulièrement aux travaux de sa commission économique ; en 2004, il est nommé délégué national à la valeur ajoutée. En 1989, il entre au conseil scientifique de l'Institut de la décentralisation et publie de nombreux articles dans la revue Pouvoirs locaux. En 1990, il crée l'association Décentralisation 2000, chargée par les pouvoirs publics de célébrer les 10 ans de la décentralisation. De 1995 à 2000, il est adjoint au maire de Rouen, chargé des finances, et préside le Crédit municipal de Rouen. 

## Publications

### Ouvrages
- Les Peintres de la Normandie, en coll. avec Philippe Piguet (éditions Ouest-France, 2019). Prix 2020 de l'Académie des sciences, belles-lettres et arts de Rouen, citation.
- Louis Anquetin : dépasser l'impressionnisme ou le combattre ? in Face à l'impressionnisme, Réception d'un mouvement, 1900-1950, ouvrage collectif sous la direction de Félicie Faizand de Maupeou et Claire Maingon (Presses universitaires de Rouen et du Havre, 2019)
- Le Royaume juif de Rouen ressuscité (éditions Arnaud Franel, 2018)
- L'Impressionnisme se lève en Normandie 1820-1886 (éditions Ouest-France, 2016). Prix Lévarey-Lévesque 2016
- L'Atelier en plein air, les impressionnistes en Normandie (catalogue de l'exposition au Musée Jacquemart-André, en coll. avec Claire Durand-Ruel Snollaerts, Fonds Mercator, 2016)
- Destination Impressionnisme, Paris Ile-de-France et Normandie (Guide du Routard, Hachette, 2016)
- Répertoire des sites impressionnistes en Normandie et à Paris Ile-de-France (Forum de la Destination Impressionnisme, Musée d'Orsay, 5 septembre 2016)
- Lumières normandes, les hauts-lieux de l'impressionnisme (éditions Point de vues, 2013)
- La Normandie des Impressionnistes (Guide du Routard, Hachette, éditions 2010 et 2013)
- La Maison Sublime, l'école rabbinique et le royaume juif de Rouen (éditions Point de vues, 2006)
- La Normandie, berceau de l'Impressionnisme (Ouest-France, 1996, réédition 1999)
- Gestion et finances des collectivités locales (collectif, Lamy, 1995)
- Moderniser la fiscalité locale (dir., Economica, 1989)
- L'explosion des impôts locaux (Documentation Française 1986)
- L'évaluation des politiques publiques (collectif, 1984)
- Le statut des fonctionnaires parlementaires (Bibliothèque de l’Assemblée nationale, 1978)

### Préfaces
- Camille Pissarro, Rouen, peindre la ville par Claire Durand-Ruel Snollaerts (éditions Point de vues, 2013)
- Vassili Polenov, le chevalier de la beauté par Tatiana Mojenok-Ninin (éditions Point de vues, 2013)
- Charles-François Daubigny, Aux sources de l'impressionnisme  par Annick Couffy et Christiane Leroy (Musée Daubigny, Auvers-sur-Oise)

### Articles
- Nombreux articles dans des revues (Pouvoirs, Revue administrative, Pouvoirs locaux, Esprit, Revue des finances publiques, Annuaire du Gral, Études normandes…) et dans la presse (Le Monde, Les Échos, Libération…).